# 顺宁府 (至元)
顺宁府，元朝时设置的府。
至元三年（1337年），以地震改宣德府置，治所在宣德县（即今河北省宣化县），辖境相当今河北省涞源、蔚县、阳原、宣化、怀安及山西省灵丘等地。明朝洪武四年（1371年）省。